# Campionati del mondo Ironman del 1981
I Campionati del mondo Ironman del 1981 hanno visto trionfare tra gli uomini lo statunitense John Howard, davanti ai connazionali Tom Warren e Scott Tinley.
Tra le donne si è laureata campionessa del mondo la statunitense Linda Sweeney.
Si è trattata della 4ª edizione dei campionati mondiali di Ironman, che si tengono annualmente dal 1978. I campionati sono organizzati dalla World Triathlon Corporation (WTC).

## Ironman Hawaii - Classifica

### Uomini
| Pos. | Tempo    | Nome              | Paese       | Ripartizione tempi | Ripartizione tempi | Ripartizione tempi | Ripartizione tempi | Ripartizione tempi |
| Pos. | Tempo    | Nome              | Paese       | Nuoto              | T1                 | Bici               | T2                 | Corsa              |
| ---- | -------- | ----------------- | ----------- | ------------------ | ------------------ | ------------------ | ------------------ | ------------------ |
|      | 9:38:29  | John Howard       | Stati Uniti | 1:11:12            | 0:00               | 5:03:29            | 0:00               | 3:23:48            |
|      | 10:04:38 | Tom Warren        | Stati Uniti | 0:59:40            | 0:00               | 5:37:09            | 0:00               | 3:27:49            |
|      | 10:12:47 | Scott Tinley      | Stati Uniti | 1:05:34            | 0:00               | 5:47:52            | 0:00               | 3:19:21            |
| 4    | 10:23:40 | Thomas Boughey    | Stati Uniti | 0:56:26            | 0:00               | 5:57:00            | 0:00               | 3:30:14            |
| 5    | 10:26:43 | Dennis Hansen     | Stati Uniti | 1:03:48            | 0:00               | 6:01:45            | 0:00               | 3:21:10            |
| 6    | 10:29:02 | Dante Dettamanti  | Stati Uniti | 1:01:09            | 0:00               | 5:36:15            | 0:00               | 3:41:38            |
| 7    | 10:31:26 | James Butterfield | Stati Uniti | 1:27:48            | 0:00               | 5:58:30            | 0:00               | 3:05:08            |
| 8    | 10:33:52 | Gary Hooker       | Stati Uniti | 1:22:12            | 0:00               | 6:04:59            | 0:00               | 3:07:41            |
| 9    | 10:34:11 | Jonathan Durst    | Stati Uniti | 0:58:07            | 0:00               | 5:33:47            | 0:00               | 4:02:17            |
| 10   | 10:38:15 | Conrad Kress      | Stati Uniti | 1:02:26            | 0:00               | 5:49:40            | 0:00               | 3:46:09            |

### Donne
| Pos. | Tempo    | Nome          | Paese       | Ripartizione tempi | Ripartizione tempi | Ripartizione tempi | Ripartizione tempi | Ripartizione tempi |
| Pos. | Tempo    | Nome          | Paese       | Nuoto              | T1                 | Bici               | T2                 | Corsa              |
| ---- | -------- | ------------- | ----------- | ------------------ | ------------------ | ------------------ | ------------------ | ------------------ |
|      | 12:00:32 | Linda Sweeney | Stati Uniti | 1:02:07            | 0:00               | 6:53:28            | 0:00               | 4:04:57            |
|      | 12:37:25 | Sally Edwards | Stati Uniti | 1:28:30            | 0:00               | 6:58:36            | 0:00               | 4:10:19            |
|      | 12:42:15 | Lyn Brooks    | Stati Uniti | 1:20:07            | 0:00               | 7:13:11            | 0:00               | 4:08:57            |
| 4    | 13:00:51 | Cynthia Marks | Stati Uniti | 1:11:07            | 0:00               | 7:33:02            | 0:00               | 4:16:42            |
| 5    | 13:25:02 | Lynn Cranmer  | Stati Uniti | 1:23:15            | 0:00               | 7:03:45            | 0:00               | 4:58:02            |
| 6    | 13:33:29 | Kika Walker   | Stati Uniti | 1:08:17            | 0:00               | 7:21:47            | 0:00               | 5:03:25            |
| 7    | 13:34:16 | Nancy Kummen  | Stati Uniti | 1:51:17            | 0:00               | 6:26:06            | 0:00               | 5:16:43            |
| 8    | 13:54:53 | Robin Tain    | Stati Uniti | 1:21:02            | 0:00               | 7:19:48            | 0:00               | 5:14:03            |
| 9    | 14:21:00 | Georgia Gatch | Stati Uniti | 1:05:37            | 0:00               | 7:23:36            | 0:00               | 5:51:47            |
| 10   | 14:24:15 | Carol Laplant | Stati Uniti | 1:45:27            | 0:00               | 7:43:49            | 0:00               | 4:54:59            |